# Colestiramina
Colestiramina é um fármaco sequestrador de ácidos biliares, que se liga a bile no trato gastrointestinal para impedir a sua reabsorção. É uma resina de troca aniônica forte, o que significa que ele pode trocar ânions cloreto de sua aniônicos com ácidos biliares no trato gastrointestinal e atrai-o fortemente na matriz de resina. O grupo funcional da resina de troca é um grupo de amônio quaternário ligado a um copolímero de estireno-divinilbenzeno inerte.